# ROCK ALIVE
『ROCK ALIVE』（ロック・アライヴ）は、1992年3月25日に森高千里が発表した6枚目のアルバム。

## 概要
- アルバムとしては『非実力派宣言』から始まったジャケットに映っていた派手なコスチューム的な衣装の写真は本作で最後になり、次作からは普段着に近い衣装がメインとなる。
- これまで、アルバムとしては最多となる18曲を収録していた『古今東西』があったが、内3曲は歌なしのインストであり歌入りは15曲であったため、歌入りとしては本アルバムが最多の16曲となっている。
- 恒例の初回限定盤ブックレット付（32ページカラー写真集）仕様になっている。前前作までは初回盤と通常盤で採用されている写真がジャケットを含めほとんど異なっていたが、前アルバムから同一写真の割合が増え、本アルバムからジャケット写真が初回・通常で同一写真（トリミング違い）になった。

## 収録曲
- 全作詞：森高千里

1. コンサートの夜（Album Version）
  - 作曲・編曲：斉藤英夫
  - 本作からの先行シングルカット曲。シングル盤よりイントロが若干長い。
2. やっちまいな
  - 作曲・編曲：前嶋康明、コーラスアレンジ：森高千里
3. 私がオバさんになっても（Album Version）
  - 作曲・編曲：斉藤英夫
  - 後に日本テレビ系ドラマ『まったナシ!』主題歌としてシングルカットされた。本作の音源はアウトロがフェイドアウトするが、シングル盤はカットアウトで終わる。1995年にリリースされた『DO THE BEST』では本作の音源が収録されている。
4. 叔母さん
  - 作曲：伊秩弘将、編曲：高橋諭一
  - 初期の頃作詞で参加していた伊秩弘将が作曲で参加した楽曲。本作以降、伊秩は作曲で参加するようになる。親戚の叔母のことを歌った楽曲だが、森高の叔母でなく、歌詞は全てフィクションである。[1]
5. ギター
  - 作曲・編曲：斉藤英夫
6. THE BLUE BLUES
  - 作曲・編曲：河野伸
  - 河野が初めて森高の楽曲に参加した。
7. ファイト!!（Album Version）
  - 作曲・編曲：高橋諭一
  - 前年リリースされたシングル。イントロに森高のセリフが追加されている。
8. ふるさとの空
  - 作曲：高橋諭一、編曲：服部隆之
  - 故郷を懐古する歌詞になっており、童謡風のアレンジになっている。
9. ROCK ALIVE
  - 作曲・編曲：斉藤英夫
  - 森高自身がギターを弾いており、コーラスにギターのコードが入っていて、実際にギターの練習が出来る仕様になっている。
10. 酔わせてよ今夜だけ
  - 作曲：森高千里、編曲：河野伸
  - 森高自身が手掛けた演歌であり、自身が本格的に作曲を始めた楽曲でもある。これを皮切りに、森高本人作曲の楽曲が増加する。また同曲は城之内早苗や高山厳がカバーしている。
11. 見つけたサイフ
  - 作曲・編曲：斉藤英夫
12. RHYTHMとBASS
  - 作曲・編曲：松尾弘良
13. わかりました
  - 作曲・編曲：横山雅史、コーラスアレンジ：高橋諭一
14. BOSSA MARINA
  - 作曲・編曲：服部隆之
  - この曲のみバンドアレンジになっており、アレンジもジャズ調になっている。
15. 夏の海
  - 作曲・編曲：高橋諭一
  - アルバム『今年の夏はモア・ベター』に細野晴臣によるアレンジの音源が収録されている。
16. 雨のち晴れ
  - 作曲・編曲：斉藤英夫